# Ivan Frgić
Ivan Frgić (Sombor, 18. srpnja 1953.) je bivši jugoslavenski hrvač.
Osvajač je srebrnog odličja na OI 1976. u Montrealu u hrvanju grčko-rimskim načinom u bantam-kategoriji.

## Športska karijera
Ivan Frgić, plavokosi Hrvat, počeo je kao mladić s hrvanjem u njegovom rodnom gradu Somboru. 
1975. je dobio Spartakovu nagradu, najviše vojvođansko priznanje u športu. 2009. je dobio istu nagradu za životno djelo.

## Jugoslavenska prvenstva
Ivan Frgić je bio prvak Jugoslavije 1971., 1973., 1975., 1976., 1977., 1978. i 1979. u bantam i pero kategoriji u hrvanju grčko-rimskim načinom.

## Vanjske poveznice
- Ivan Frgić u bazi podataka sveučilišta u Leipzigu
- kurzes Srbijanski olimpijski odbor  Arhivirana inačica izvorne stranice od 19. studenoga 2008. (Wayback Machine) Ivan Frgić
- Sports-Reference.com  Arhivirana inačica izvorne stranice od 13. prosinca 2012. (Wayback Machine) Ivica Frgić